# NGC 5167
NGC 5167 este o hi (21cm) source⁠(d) situată în constelația Fecioara. A fost descoperită în 7 iunie 1883 de către Ernst Wilhelm Tempel. Se află la o distanță de 108,9 megaparseci de Pământ.